# Hersom Kirke
Hersom Kirke er beliggende i Hersom Sogn – Rinds Herred – Viborg Amt.
Kirken består af romansk kor og skib med våbenhus mod syd fra slutningen af 1800-tallet.
Det hævdes flere steder i nyere litteratur, at kirken er indviet i 1122. Men dette er ikke i overensstemmelse med kilderne (se nedenfor), som er flere århundreder yngre, og som samtidig angiver indvielsen til 1150 og at det skal være sket ved viborgbispen Eskild. Denne bisp blev imidlertid myrdet i Asmild Kirke i 1132, så ham kan det ikke være, og hvilken del af oplysningerne (om nogen af de to) er rigtige, lader sig ikke længere afgøre. Derfor kan året 1150 ej heller med sikkerhed angives som kirkens indvielsesår. Bisp Eskild følges 1133-1153 af Svend Svendsen.
I Pontoppidans Atlas 1767-81 nævnes, at Hersom Kirke skal være indviet Sankt Laurentii dag 1150 af viborgbispen Eskild. En indskrift herom på kirkens væg er forsvundet, og årstallet stemmer ikke med bispens levetid.. Kilden er øjensynlig et brev fra midten af 1500-tallet, hvor „Vi efterskrevne Hr. Ib Bygom, Provst og Sognepræst til Simested, Hr. Ib Sort, Sognepræst til Låstrup, Hr. Anders Ibsen, Sognepræst til Ulbjerg, Hr. Movrids Jensen, Sognepræst til Tostrup, og Hr. Jakob Pedersen, Sognepræst til Gjedsted, kundgør for alle med dette vort åbne Brev: År efter Guds Byrd 1548 på St. Jacobi Dag var vi forsamlede i Hersom Kirke på Guds Ords Vegne efter M. Jakob Skiønings, Superintendent til Viborg Stift, Befaling. Da fandt vi der for os udi en gammel Messebog skrevet udi Breden, Ord fra Ord, som her efter følger: Anno domini m c l [=1150] anden Dag sancti Laurentii, da blev Hersom Kirke vit af Biskop Eskil, som da var Biskop i Viborg […]“.
Der findes således ikke entydige kilder, som lader Hersom Kirke datere nærmere end hvad er tilfældet for hovedparten af vores romanske kvaderstens kirker, nemlig perioden 1050-1275. Danmarks eneste præcist daterede kirke af granitkvadre er fortsat Gjellerup Kirke ved Herning, som bærer årstallet 1140.